# 萊克福雷斯特 (伊利諾伊州)
萊克福雷斯特（英語：Lake Forest）是一個位於美國伊利諾伊州萊克縣的城市。

## 地理
萊克福雷斯特的座標為42°14′05″N 87°51′03″W / 42.23472°N 87.85083°W，而該地的平均海拔高度為210米（即689英尺）。

## 人口
根據2010年美國人口普查的數據，萊克福雷斯特的面積為44.66平方千米，當中陸地面積為44.49平方千米，而水域面積為0.17平方千米。當地共有人口19375人，而人口密度為每平方千米433.83人。